# Asimina triloba
Asimina triloba é uma pequena árvore decídua, nativa do sueste da América do Norte, que produz grandes frutos comestíveis de coloração verde-amarelada ou acastanhada na maturação. O género Asimina pertence à família Annonaceae, a mesma da anona, da graviola e de outros frutos cultivados comercialmente.